# Sacramentum in rem
Le sacramentum in rem ou sacramentum réel est la première forme que prend dans le droit romain la procédure de ''rei vindictio'', destinée à protéger la propriété quiritaire (de Quirites, vocable collectif désignant la communauté civique constituée par les citoyens romains). Plus tard, cette procédure prend la forme de la sponsio (procédure per sponsionem), puis celle de la ''formula petitiora'' (procédure per formulam petitioriam),. Cette dernière forme est déjà connue de Cicéron.
Le sacramentum in rem est l'une des deux catégories de sacramentum, le second étant le sacramentum in personam, selon ce sur quoi porte le litige, bien mobilier ou immobilier (res, choses, d'où in rem) ou personne libre (personna, d'où in personnam). Il est aussi une des cinq actions de la loi (legis actiones) permettant de sanctionner le non-respect des droits d'une personne par une autre sous la Rome archaïque et la Rome classique.

## Application de la procédure dusacramentum in rem
Le sacramentum in rem est utilisé dans toutes les hypothèses où le demandeur affirme l'existence d'un droit réel sur une chose.
Sous le Droit romain, le droit réel correspond à :
- propriété
- droit sur une servitude

Sous le Droit romain, une chose (res en droit romain) correspond à :
- biens mobiliers (exemples : char, parchemin...)
- biens immobiliers (exemples : maison, terrain...)
- esclaves
- animaux

Le demandeur utilisant le sacramentum in rem doit affirmer dès le début de cette procédure qu'il est propriétaire de la chose ou qu'il a un droit de servitude sur une chose.
Le demandeur ne mentionne à aucun moment son adversaire.
Le demandeur déclare par exemple :
- « Je dis que ce char m'appartient en vertu du droit des quirites.»
- « Je dis que je bénéficie d'une servitude de passage sur ce champ en vertu du droit des quirites.»
- « Je dis que cet esclave m'appartient en vertu du droit des quirites.»

## Sources
- Gaius, Institutes, IV, 16. Lire en ligne

## Autre source
- Cours d'Histoire du droit des Obligations de M. Cocatre-Zilgien. 2nde année de droit. Université Paris 2-Assas